# Museu Pedro de Osma
El Museu Pedro de Osma és un museu històric, situat en el districte de Barranco de Lima, Perú. Administrat per la Fundació Pedro y Angélica de Osma Gildemeister, el museu va ser fundat oficialment en 1987, albergant a la Casa de Osma la col·lecció d'art virreinal pertanyent a Pedro de Osma Gildemeister.
El Museu Pedro de Osma es va crear a partir de la col·lecció d'obres del patrimoni del viregnat del Perú de Pedro de Osma Gildemeister. Al llarg de la seva vida va col·leccionar objectes artístics dels segles XVI al XVIII, com: pintures, escultures, retaules, peces de plata, talles en pedra de Huamanga, mobles i objectes diversos procedents d'àrees d'antiga tradició plàstica andina, especialment de Cusco i la regió d'Ayacucho, que va situar sense pretensions de museu en els salons de la seva casa i que mostrava als seus convidats i visitants.
En 1948, Pedro de Osma Gildemeister va començar a mostrar la seva col·lecció privada a la Casa de Osma. La mansió la va construir en 1906 el seu pare, Pedro de Osma i Pardo, d'estil francès i va ser dissenyada per Santiago Basurco com a residència d'estiu de la família De Osma. Després de la mort de la vídua de Pedro de Osma i Pardo, els seus fills, Pedro i Angélica de Osma Gildemeister, van adquirir la propietat.
Pedro de Osma Gildemeister va morir en 1967, llegant la propietat a la seva germana Angélica. Després del terratrèmol de Lima de 1974, es van cancel·lar les visites a la Col·lecció. En 1980, la Casa de Osma fou declarada Monument Nacional i, el 1981, es van iniciar els projectes de restauració encarregats a Eugenio Nicolini.
En 1987, la Col·lecció fou reoberta al públic com a Museu Pedro de Osma i, en el 2004, va passar a ser administrat per la Fundació Pedro i Angélica de Osma Gildemeister.

## Col·lecció
La col·lecció alberga principalment art virreinal del segle xvi, XVII i segle xviii, a més d'art peruà del segle XIX:
- Les col·leccions de pintura i escultura estan compostes per vuit sales, entre les quals destaquen la Sala d'Àngels i Arcàngels, que alberga quadres i retrats d'àngels mosqueters, la Sala d'Escultures, que alberga diverses escultures religioses, les sales Cusco XVII i Cusco XVIII, que alberguen obres de l'Escola cusquenya, i la Sala de Retrats, que alberga una gran col·lecció de retrats de reis espanyols pintats per mestres locals.

- La col·lecció de mobiliari alberga alguns mobles com a armaris, consoles o bargueños de l'època virreinal i republicana.

- La col·lecció d'argenteria albergada a la Sala d'Argenteria és un dels atractius del museu, composta per relíquies, instruments religiosos, utensilis, joieria i armes de plata.

També conté col·leccions de tèxtils, llibres, monedes i gravats.